# Studio Babelsberg

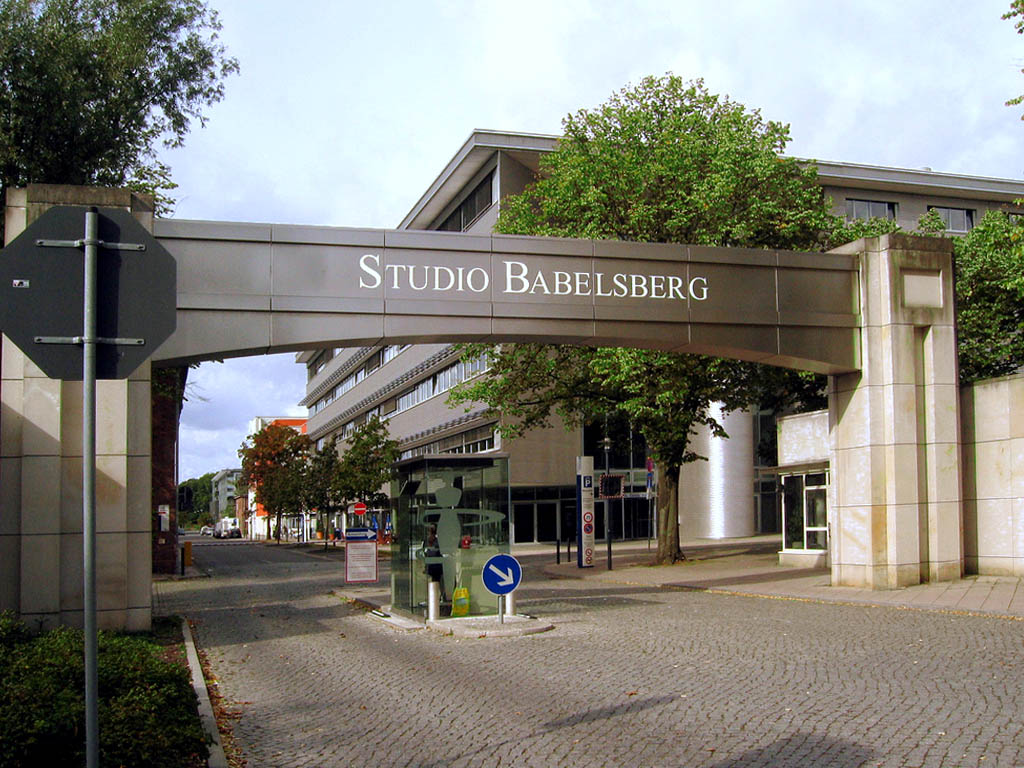

O Studio Babelsberg, localizado em Potsdam, na Alemanha, é o estúdio de cinema em grande escala mais antigo do mundo. Fundado em 1912, abrange uma área de aproximadamente 25.000 metros quadrados. Centenas de filmes, incluindo clássicos como Metropolis e Der Blaue Engel, foram filmados lá. Em 2012, o Studio Babelsberg celebrou seu 100º aniversário.